# Entuzjazm. Symfonia Donbasu
Entuzjazm. Symfonia Donbasu (ros. Энтузиазм: Симфония Донбасса) – radziecki film dokumentalny należący do gatunku symfonii miejskich, wyreżyserowany w 1930 roku przez Dzigę Wiertowa. Entuzjazm, który był pierwszym filmem dźwiękowym Wiertowa, stał się polem dla autorskich eksperymentów w zakresie użycia dźwięku w medium filmowym.
Film został zrealizowany z inspiracji futurystyczną twórczością Filippa Tommasa Marinettiego, ale też kontynuował rozważania Wiertowa nad zagadnieniem montażu filmowego. Symfonia Donbasu składa się z luźno powiązanych wątków życia miejskiego w Charkowie, które łączy ze sobą w całość dźwięk: podlegający zniekształceniom, podatny na szum. Sama kompozycja filmowa układa się w narrację, która pokazuje „przejście od tradycyjnej, pogrążonej w religijnym zabobonie wiejskiej egzystencji do radosnego i pełnego entuzjazmu ruchu uprzemysłowienia”. W założeniu Wiertowa podobne przejście dokonywało się od filmu niemego do dźwiękowego.
Wykonany w ciągu 50 dni film Wiertowa miał premierę 1 kwietnia 1931 roku. Entuzjazm w Związku Radzieckim poniósł klęskę artystyczną, zbierając pomimo odpowiedniego przesłania ideologicznego nieprzychylne recenzje ze strony krytyków, którzy w eksperymencie Wiertowa dostrzegli jedynie bezładną kakofonię dźwięków. Symfonii Donbasu zarzucano dehumanizację przedstawianego na ekranie ludu. Gdy ukazała się w Wielkiej Brytanii i Stanach Zjednoczonych, spotkała się jednak z entuzjastycznym odbiorem. Charlie Chaplin komentował film następującymi słowami: „Pan Wiertow jest muzykiem”.